# Blangy-le-Château
Blangy-le-Château és un municipi francès situat al departament de Calvados i a la regió de Normandia. L'any 2007 tenia 668 habitants.

## Demografia

### Població
El 2007 la població de fet de Blangy-le-Château era de 668 persones. Hi havia 302 famílies de les quals 103 eren unipersonals (28 homes vivint sols i 75 dones vivint soles), 107 parelles sense fills, 72 parelles amb fills i 20 famílies monoparentals amb fills.
La població ha evolucionat segons el següent gràfic:
Habitants censats

### Habitatges

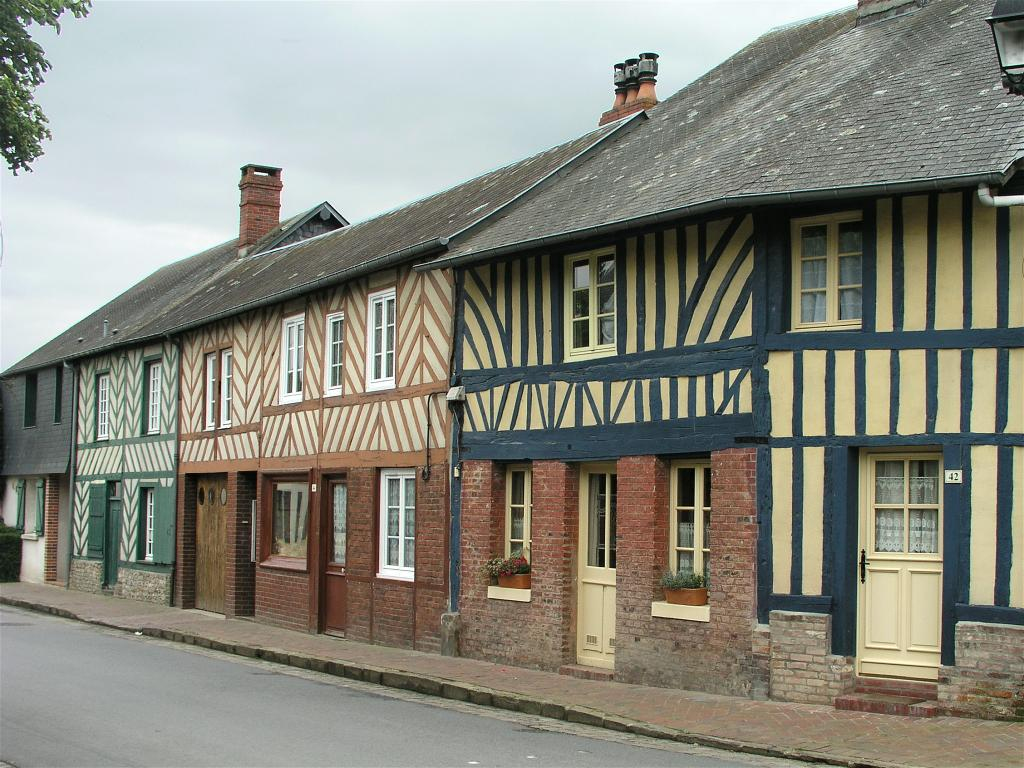
Cases d'entramat de fusta típiques

El 2007 hi havia 396 habitatges, 300 eren l'habitatge principal de la família, 79 eren segones residències i 17 estaven desocupats. 336 eren cases i 18 eren apartaments. Dels 300 habitatges principals, 191 estaven ocupats pels seus propietaris, 99 estaven llogats i ocupats pels llogaters i 10 estaven cedits a títol gratuït; 36 tenien una cambra, 19 en tenien dues, 42 en tenien tres, 66 en tenien quatre i 138 en tenien cinc o més. 189 habitatges disposaven pel capbaix d'una plaça de pàrquing. A 127 habitatges hi havia un automòbil i a 120 n'hi havia dos o més.

### Piràmide de població
La piràmide de població per edats i sexe el 2009 era:
| Homes | Edats   | Dones |
| ----- | ------- | ----- |
| 0     | 95 o +  | 0     |
| 0     | 90 a 94 | 8     |
| 0     | 85 a 89 | 12    |
| 16    | 80 a 84 | 0     |
| 16    | 75 a 79 | 20    |
| 12    | 70 a 74 | 16    |
| 20    | 65 a 69 | 4     |
| 20    | 60 a 64 | 28    |
| 24    | 55 a 59 | 24    |
| 24    | 50 a 54 | 8     |
| 8     | 45 a 49 | 28    |
| 20    | 40 a 44 | 12    |
| 16    | 35 a 39 | 12    |
| 16    | 30 a 34 | 32    |
| 28    | 25 a 29 | 24    |
| 16    | 20 a 24 | 12    |
| 24    | 15 a 19 | 4     |
| 8     | 10 a 14 | 16    |
| 28    | 5 a 9   | 16    |
| 24    | 0 a 4   | 20    |

## Economia
El 2007 la població en edat de treballar era de 390 persones, 292 eren actives i 98 eren inactives. De les 292 persones actives 266 estaven ocupades (142 homes i 124 dones) i 26 estaven aturades (12 homes i 14 dones). De les 98 persones inactives 45 estaven jubilades, 24 estaven estudiant i 29 estaven classificades com a «altres inactius».

### Ingressos
El 2009 a Blangy-le-Château hi havia 307 unitats fiscals que integraven 682,5 persones, la mediana anual d'ingressos fiscals per persona era de 18.075 €.

### Activitats econòmiques
Dels 45 establiments que hi havia el 2007, 3 eren d'empreses alimentàries, 3 d'empreses de fabricació d'altres productes industrials, 8 d'empreses de construcció, 9 d'empreses de comerç i reparació d'automòbils, 1 d'una empresa de transport, 3 d'empreses d'hostatgeria i restauració, 1 d'una empresa financera, 1 d'una empresa immobiliària, 6 d'empreses de serveis, 8 d'entitats de l'administració pública i 2 d'empreses classificades com a «altres activitats de serveis».
Dels 12 establiments de servei als particulars que hi havia el 2009, 1 era una gendarmeria, 1 oficina de correu, 1 taller de reparació d'automòbils i de material agrícola, 1 paleta, 2 guixaires pintors, 1 fusteria, 2 lampisteries, 1 electricista, 1 perruqueria i 1 restaurant.
Dels 7 establiments comercials que hi havia el 2009, 1 era un supermercat, 1 una botiga de menys de 120 m², 2 carnisseries, 1 una llibreria i 2 floristeries.
L'any 2000 a Blangy-le-Château hi havia 16 explotacions agrícoles que ocupaven un total de 93 hectàrees.

## Equipaments sanitaris i escolars
L'únic equipament sanitari que hi havia el 2009 era una farmàcia.
El 2009 hi havia una escola elemental.

## Poblacions més properes
El següent diagrama mostra les poblacions més properes.